# Frede Jensen
Frede Jensen (2. februar 1919 - 8. august 1970) var en dansk fodboldspiller, der spillede for Køge Boldklub. 
Han spillede en kamp for Danmarks fodboldlandshold, da Danmark tabte 2-1 ude til Sveriges fodboldlandshold.